# Kupferbrunner Tal
Das Kupferbrunner Tal ist ein Tal im Pfälzerwald.

## Lage
Das Kupferbrunner Tal befindet sich innerhalb der Haardt, wie der Ostrand des Pfälzerwald genannt wird, in der Waldgemarkung der Stadt Deidesheim. Durch das Tal fließt ein Bach, der einen rechten Nebenfluss  des Weinbach darstellt. Im Osten mündet das Kupferbrunner Tal in das Mühltal, das durch Vereinigung mit dem Martental aus dem Nordwesten entsteht. Rund hundert Meter weiter südlich verläuft die Gemarkungsgrenze zur Ortsgemeinde Ruppertsberg.
Nördlich des Tals erstreckt sich der Mittelberg (479,9 m), im Südwesten die Passhöhe Knoppenweth und im Südosten der Rehberg (337 m).

## Geschichte
Die auf Deidesheimer Gemarkung liegenden Mühlen innerhalb Gimmeldinger Tal mussten zur Umgehung einer Zollgrenze, die auf dem Weg über das kurpfälzische Gimmeldingen hätte passiert werden müssen, über das Kupferbrunner Tal angesteuert werden. Aus dieser historischen Route entwickelte sich der Eselsweg.

## Tourismus
Unmittelbar am Talausgang befindet sich die vom Pfälzerwald-Verein betriebene Deidesheimer Hütte.
Durch das Tal führen der Eselsweg sowie ein Wanderweg, der mit einem weiß-blauen Balken markiert ist und der von Battenberg bis nach Wörth am Rhein verläuft.